# 大賀好修
大賀好修（日语：／ Ōga Yoshinobu，1971年4月8日—），日本的音乐人，吉他手、作曲家、編曲家，出生于兵庫縣。現為Sensation吉他手，是Being旗下艺人。

## 简介
- 曾參與ZARD、WAG、小松未歩、GARNET CROW、竹井詩織里、愛内里菜、倉木麻衣、北原愛子、大野愛果、三枝夕夏、稻葉浩志、松本孝弘等多人的專輯製作。
- 2004和大楠雄藏、望月美玖組成的搖滾樂團OOM，2009年解散。
- 2011年，正式加入B'z巡迴演唱會的支援樂手行列，負責副吉他伴樂、合音。
- 2012年，与麻井宽史、大楠雄藏、车谷启介组成纯音乐乐队Sensation。

## 音樂作品
- REVOLVER
- SECOND

## 参与現場演奏
- B'z（2011年～）
- 稲葉浩志
- 松本孝弘
- ZARD
- 倉木麻衣
- GARNET CROW
- 家鋪隆仁
- 宇德敬子